# Мария (княгиня Лихтенштейна)
Мария Кински фон Вхиниц и Теттау (нем. Marie Kinsky von Wchinitz und Tettau, 14 апреля 1940 — 21 августа 2021) — жена и троюродная сестра правящего князя Лихтенштейна Ханса-Адама II.

## Биография
Мария родилась в Праге, в то время входившей в протекторат Богемии и Моравии, 14 апреля 1940 года в семье графа Фердинанда Карла Кински фон Вхинитц и Теттау (1907—1969) и его супруги графини Генриетты фон Ледебур-Вихельн (1910—2002). В семье родилось 7 детей (Фердинанд (1934—2020), Элеонора Аглая (род. 1936), Иоганнес Карл Августин (1937—2004), сама Мария (1940—2021), Аглая Эрнестина (род. 1941), Элизабет Каролина (род. 1944), Карл Кристиан Вигберт (род. 1954).
В 1945 году её семья бежала из страны и обосновалась в Германии, где она получила образование в школе-интернате сестёр Лиоба в Баден-Вюртемберге. В 1957 году уехала в Англию, где занималась более глубоким изучением английского языка, а затем в Париж для изучения французского. В течение шести месяцев училась в академии прикладного искусства при Мюнхенском университете.
До знакомства с Хансом-Адамом II работала рекламным художником в типографии в баварском городе Дахау.
Княгиня Мария принимала участие во многих организациях Лихтенштейна, уделяя особое внимание образованию, культуре и искусству. Она была президентом Красного Креста Лихтенштейна с 1985 по 2015 год. Во время ее президентства, в дополнение к своей внутренней деятельности, Красный Крест Лихтенштейна вносил вклад в иностранную помощь, особенно во время Югославских войн в 1990-х годах. Также княгиня была покровителем Ассоциации лечебного образования в Лихтенштейне, фонда для людей с ограниченными возможностями. В 1968 году, после ввода войск Варшавского договора в Чехословакию, Мария стала одним из подписантов телеграммы протеста в посольство СССР в Берне, под названием «Свободу ЧССР». Она также приняла участие в демонстрации в Вадуце. 
В 1970-х годах она стала покровительницей и членом правления общества Лихтенштейна по защите окружающей среды. Она также возглавляла почетный комитет Internationalen Meisterkurse, который проводился в Вадуце каждый год с 1970 года в качестве дополнительной образовательной и концертной площадки для студентов-музыкантов со всего мира. Мария была членом исторического общества Лихтенштейна.
18 августа 2021 года перенесла инсульт. Умерла три дня спустя, 21 августа в возрасте 81 года, в 16:43 по местному времени. После ее смерти в Лихтенштейне был объявлен семидневный траур, а флаги страны были приспущены. Ее тело было выставлено для прощания в соборе Святого Флорина с 26 по 27 августа, а ее похороны прошли 28 августа.

## Брак и дети
30 июля 1967 года в Вадуце состоялась свадьба с князем Хансом-Адамом.
У них родилось четверо детей и 15 внуков:
- наследный принц Алоиз (род. 11 июня 1968, Цюрих), женат на принцессе Софии Баварской, четверо детей:
  - Йозеф Венцель Максимилиан Мария (род. 24 мая 1995, Лондон)
  - Мария-Каролина Элизабет Иммакулата Лихтенштейнская, графиня Ритберг (род. 17 октября 1996, Грабс, Швейцария)
  - Георг Антониус Константин Мария Лихтенштейнский, граф Ритберг (род. 20 апреля 1999, Грабс)
  - Николаус Себастиан Александр Мария Лихтенштейнский, граф Ритберг (род. 6 декабря 2000, Грабс)
- принц Максимилиан (род. 16 мая 1969, Санкт-Галлен); женат на княгине Анжеле Лихтенштейнской (гражданская церемония состоялась в Вадуце 21 января 2000, религиозная церемония — в Нью-Йорке в Церкви Святого Винсента Феррера[англ.] 29 января 2000, один ребёнок:
  - князь Альфонс Константин Мария Лихтенштейнский (род 18 мая 2001, Лондон)
- принц Константин (15 марта 1972, Санкт-Галлен — 5 декабря 2023), был женат на графине Марии Габриэле Францишке Келноки де Короспатак (род. 16 июля 1975, Грац (гражданская церемония состоялась в Вадуце 14 мая 1999, религиозная церемония — в Чичов, Словакия 18 июля 1999), 3 детей:
  - князь Мориц Эмануэль Мария Лихтенштейнский (род. 27 May 2003, Нью-Йорк)
  - княжна Джорджина Максимилиана Татьяна Мария Лихтенштейнская (род. 23 июля 2005, Вена)
  - князь Бенедикт Фердинанд Хубертус Мария Лихтенштейнский (род. 18 мая 2008, Вена)
- принцесса Татьяна Лихтенштейнская (род. 10 апреля 1973, Санкт-Галлен), вышла замуж 5 июня 1999 в Вадуце за Маттиаса Клауса-Юста Карла Филиппа фон Латторфф (род. 25 марта 1968, Грац), семеро детей:
  - Лукас Мария фон Латторфф (род. 13 мая 2000, Висбаден)
  - Элизабет Мария Анжела Татьяна фон Латторфф (род. 25 января 2002, Грабс)
  - Мари Тереза фон Латторфф (род. 18 января 2004, Грабс)
  - Камилла Мария Катарина фон Латторфф (род. 4 ноября 2005, Монца)
  - Анна Пия Терезия Мария фон Латторфф (род. 3 августа 2007, Гольдгебен)
  - Софи Катарина Мария фон Латторфф (род. 30 октября 2009, Гольдгебен)
  - Максимилиан Мария фон Латторфф (род. 17 декабря 2011, Гольгебен)

Её сын Алоиз в настоящее время является наследным князем Лихтенштейна, а с 2004 года исполняет обязанности по повседневному управлению государством.
Княгиня активно занималась социальными вопросами в стране. Она являлась председателем лихтенштейнского Красного креста, а с 1983 по 2005 год — почётным президентом общества ортопедов.